# Franz Stanglica
Franz Stanglica (* 27. Mai 1907 in Wien; † 28. Oktober 1946) war ein österreichischer Historiker und Archivar. Während des Zweiten Weltkriegs war er maßgeblich an Germanisierungsbestrebungen, Deportationen und Umsiedlungen im Generalgouvernement beteiligt. So gehörte er als Leiter des „Volkspolitischen Referats“ im Distrikt Lublin zu den Planern der Aktion Zamość, an deren Durchführung er sich auch aktiv beteiligte.

## Leben
Der Sohn eines gleichnamigen Ministerialbeamten studierte Geschichte an der Universität Wien und absolvierte 1931 das Institut für Österreichische Geschichtsforschung. Im selben Jahr promovierte er über Der Friede von Rijswijk bei Heinrich Ritter von Srbik. Ab 1932 arbeitete Stanglica im Finanz- und Hofkammerarchiv, wo er zur Ansiedlung österreichischer und deutscher Kolonisten in den südöstlichen Grenzregionen der Habsburgermonarchie im 18. Jahrhundert forschte.
Stanglica trat 1933 der Vaterländischen Front bei und unterstützte gleichzeitig die verbotene NSDAP finanziell, allerdings nur unter dem Falschnamen Bernhard Klar. Eine staatspolizeiliche Beobachtung von April bis Mai 1935 erbrachte keine konkreten Hinweise, so dass er im Juli als Aspirant des Archivdienstes im Finanz- und Hofkammerarchiv aufgenommen wurde. Zum 1. Januar 1937 wurde er zum Provisorischen Staatsarchivar 2. Klasse ernannt. Ab Februar arbeitete er zugleich für Wilhelm Grau, den Leiter der Abteilung „Judenforschung“ am Reichsinstitut für Geschichte des neuen Deutschlands. Stanglica erhielt dabei neben seiner regulären Bezahlung Schwarzgeld, mit dem er die illegalen Nationalsozialisten Kurt Zeilinger und Walter Messing beschäftigte. Zwischen April 1939 und März 1940 wurden von Stanglica und seinen Mitarbeitern sogenannte „Judenregesten“ an das Deutsche Ausland-Institut in Stuttgart geliefert. Zum 1. Mai 1938 trat Stanglica der NSDAP bei (Mitgliedsnummer 6.298.175) und wurde 1939 Blockwart in seinem Wohnbezirk in Hetzendorf.
Stanglica veröffentlichte zu unterschiedlichen Fragen der Ansiedlung im Banat, der Batschka und in Siebenbürgen. Dabei förderte er Stereotype des „volksdeutschen Ansiedlers“, die im Sinne der nationalsozialistische Expansionspolitik nutzbar gemacht werden sollten. Er arbeitete außerdem an Josef Kallbrunners Projekt mit, Ansiedlerlisten und Schlafkreuzerrechnungen im Hofkammerarchiv für das Deutsche Auslands-Institut auszuwerten. Er erstellte historische und siedlungsgeographische Karten etwa über das „Volkstum in der Batschka und im Banat“ um 1720, 1800 und 1910. Auch diese Karten, auf denen die Entwicklung der „völkischen Verhältnisse“ gezeigt werden sollte, wurden im Deutschen Auslands-Institut weiter verarbeitet. Stanglicas Kartei von 80.000 deutschen Emigranten nach Südosteuropa wurde durch Wilfried Krallert und die Südostdeutsche Forschungsgesellschaft bei der Vorbereitung und Durchführung der ethnischen Säuberungspolitik auf dem Balkan verwendet.
Nachdem 1940 entdeckt worden war, dass im Raum Westgalizien um die Stadt Zamość im Rahmen der Josephinischen Ansiedlungspolitik 1790 einige Dörfer gegründet worden waren, plante der SS- und Polizeiführer im Distrikt Lublin, Odilo Globocnik, eine groß angelegte „Umvolkungsaktion“. Die alten Habsburger Siedlungen sollten zusammengefasst und nach „deutschem Blut“ durchsucht werden, während man die jüngeren Dorfbewohner in das Altreich verschicken wollte, um ihnen „deutsche Kultur“ zu vermitteln. Als ausgewiesener Experte für die josephinische Siedlungspolitik wurde Stanglica für dieses Projekt rekrutiert, zunächst aber als einfacher SS-Mann zur Bewährung im Polizeidienst eingesetzt. Er wurde im Februar 1940 zu einer SS-Totenkopfstandarte gemustert, im Oktober 1940 zur Waffen-SS eingezogen und zum KZ-Aufseher ausgebildet. Im Januar 1941 wurde er der Kommandantur des KZ Auschwitz zugeteilt. Manchen Quellen zufolge erhielt er erst in Auschwitz seine Ausbildung zum KZ-Aufseher. In Lublin übernahm er anschließend das „Volkspolitische Referat“ in Globocniks Dienststelle.
Die eigentliche Umsiedlung im Distrikt begann, ausgehend vom Kreis Zamość, nach dem Ende der Aktion Reinhardt, in deren Verlauf rund zwei Millionen Juden ermordet wurden. Globocnik plante eine Deutschbesiedlung bis in das Baltikum und Siebenbürgen und wollte dabei das „verbleibende Polentum siedlungsmäßig 'einkesseln' und allmählich wirtschaftlich und biologisch erdrücken.“ Für Deportationen von Polen und Juden stand die SS-Sondereinheit Dirlewanger zur Verfügung. Stanglica beteiligte sich aktiv an den Deportationsaktionen, nach eigener Aussage „mit der Waffe in der Hand“. Er lieferte im Rahmen der Aktion Reinhardt außerdem die statistischen Rohdaten für die jüdischen Bevölkerungszahlen an Globocnik. Zudem erarbeitete er die Raumordnungsskizze für die künftige deutsche Ansiedlung. Er wurde daraufhin auf Globocniks Vorschlag befördert und Planungschef einer neuen „Forschungsstelle für Ostunterkünfte“ in Lublin. Joseph Poprzeczny hält es für möglich, dass Stanglica noch fanatischer den Plänen einer Germanisierung der Region Lublins nachhing als Globocnik. In jedem Fall seien er und Gustav Hanelt wesentlich daran beteiligt gewesen, dass Heinrich Himmler, Globocnik und Reinhold von Mohrenschildt von Lublin ausgehend das gesamte Generalgouvernement und anschließend den sogenannten „Osten“ germanisieren wollten.
Am 1. April 1943 wurde Stanglica zum Untersturmführer befördert und zunächst dem Höheren SS- und Polizeiführer Ost, Friedrich-Wilhelm Krüger, dann dem Höheren SS- und Polizeiführer Rußland-Süd, Hans-Adolf Prützmann, zugeteilt. Im Herbst 1943 befand sich Stanglica wieder bei Globocnik in der „Operationszone Adriatisches Küstenland“, wo er in der Propagandaabteilung von dessen Dienststelle arbeitete.
Stanglica wurde 1945 in Kärnten von den Briten gefangen genommen und verunglückte am 28. Oktober 1946 tödlich unter unbekannten Umständen in amerikanischer Gefangenschaft.

## Schriften
- Der Friede von Rijswijk. Diss. phil. Universität Wien 1931.
- Die Auswanderung der Lothringer in das Banat und die Batschka im 18. Jahrhundert. Selbstverl. des Elsaß-Lothringen-Instituts, Frankfurt a. M 1934.
- Steierdorf im Banat. Aus: Dt. Archiv für Landes- u. Volksforschung, 3. Jg. 1939, H. 1, S. 102–124. 1. Auflage. I. Stubner, Bad Vilbel bei Frankfurt/Main [i. e.] St. Georgen, Mais 10 1982.